# 박정훈 (2006년)
박정훈(2006년 3월 23일 ~ )은 KBO 리그 키움 히어로즈의 투수이다.

## 키움 히어로즈시절
2025년에 입단하였다. 2025년 5월 21일 삼성 라이온즈와의 경기에 구원 등판하며 데뷔 첫 경기를 치렀고, 경기에서 1이닝 1피안타 1실점 1사사구을 기록했다.

## 출신 학교
- 삼일초등학교
- 매향중학교
- 장안고등학교(전학) -> 비봉고등학교(졸업)